# Virtus Pallacanestro Bologna
Virtus Pallacanestro Bologna je basketbalový klub z italského města Bologna. Je nejstarším italským klubem a po Olimpii Milano druhým nejúspěšnějším. V roce 2001 získal treble. Klubové barvy jsou černá a bílá, tým má přezdívku Vu Nere (Černé V) a heslo Forte, Franco, Fermo e Fiero (Silný, přímý, pevný a hrdý). Majitelem klubu je Massimo Zanetti, kterému patří také značka kávy Segafredo. Místním rivalem je Fortitudo Bologna. 

## Historie
Gymnastický klub Virtus byl v Boloni založen v roce 1871 a basketbal se v něm začal hrát v roce 1929. Nejvyšší italskou soutěž hrál v letech 1935 až 2003, 2005 až 2016 a od roku 2017. Patnáctkrát se stal mistrem Itálie (1946, 1947, 1948, 1949, 1955, 1956, 1976, 1979, 1980, 1984, 1993, 1994, 1995, 1998 a 2001), osmkrát vyhrál pohár (1974, 1984, 1989, 1990, 1997, 1999, 2001, 2002). V letech 1998 a 2001 vyhráli Euroligu, v roce 1990 Saportův pohár a v roce 2009 FIBA EuroChallenge.
V roce 2019 byla otevřena nová hala Virtus Arena ve čtvrti Fiera.

### Sponzorské názvy
- Minganti Bologna (1953–1958)
- Oransoda Bologna (1958–1960)
- Idrolitina Bologna (1960–1961)
- Virtus Bologna (1961–1962)
- Knorr Bologna (1962–1965)
- Candy Bologna (1965–1969)
- Virtus Bologna (1969–1970)
- Norda Bologna (1970–1974)
- Sinudyne Bologna (1974–1983)
- Granarolo Bologna (1983–1986)
- Dietor Bologna (1986–1988)
- Knorr Bologna (1988–1993)
- Buckler Beer Bologna (1993–1996)
- Kinder Bologna (1996–2002)
- Virtus Bologna (2002–2003)
- Carisbo Bologna (2003–2004)
- Caffè Maxim Bologna (2004–2005)
- VidiVici Bologna (2005–2007)
- La Fortezza Bologna (2007–2009)
- Canadian Solar Bologna (2009–2012)
- SAIE3 Bologna (2012–2013)
- Oknoplast Bologna (2013)
- Granarolo Bologna (2013–2015)
- Obiettivo Lavoro Bologna (2015–2016)
- Segafredo Virtus Bologna (od 2016)

### Vyřazená čísla
- 4 (Roberto Brunamonti)
- 5 (Predrag Danilović)
- 10 (Renato Villalta)